# Lucille Bliss
Lucille Theresa Bliss (Nueva York, 31 de marzo de 1916-Costa Mesa, 8 de noviembre de 2012) fue una actriz de doblaje, cine y televisión estadounidense.
Nacida en la Ciudad de Nueva York, Bliss prestó su voz a numerosos personajes de la televisión, incluyendo el personaje principal de la primera caricatura hecha para la televisión, Crusader Rabbit, "Pitufina" en la década de 1980 de dibujos animados populares The Smurfs y la "Sra Amargo" en la serie animada de Nickelodeon Invader Zim. Además de sus papeles en televisión, era conocida por su trabajo como actriz de doblaje en el cine.

## Carrera
El primer trabajo de voz que realizó Bliss fue para la malvada "Anastasia Tremaine" en la película de Walt Disney, La Cenicienta de 1950. Cincuenta años más tarde fue honrada por la Young Artist Foundation con su Former Child Star "Lifetime Achievement" en marzo de 2000.
De 1950 a 1957, Bliss era la "Tía Lou" en la producción de KRON-TV Happy Birthday To You Show, también conocida como Birthday Party Show, que tuvo como invitados, adultos, niños y animales. Al mismo trabajó en la empresa Hanna-Barbera, como "Tuffy" en Robin Hoodwinked, como Leprechaun en Droopy Leprechaun y más tarde "Hugo" en un episodio de Los Picapiedras. Ella también fue la narradora en tres historias del álbum de Disney "Peter Cottontail and Other Funny Bunnies". "Story of Thumper", "Story of the White Rabbit", y "Story of Grandpa Bunny". Ella también era una artista de voz en anuncios de radio en el aire en 2004.

## Muerte
Bliss murió el 8 de noviembre de 2012 en Costa Mesa, California, EE. UU. a sus 96 años. Fue enterrada en el Hollywood Forever Cementery.

## Filmografía
- La Cenicienta (1950) - Anastasia Tremaine
- Crusader Rabbit (1950-1952) - Crusader Rabbit
- Alice in Wonderland (1951) - Sunflower y Tulip
- A Kiddies Kitty (1955) - Suzanne
- The Waggily Tale (1958) - Muchacha/Mama
- Robin Hoodwinked (1958) - Tuffy
- Droopy Leprechaun (1958) - Leprechaun
- Los Picapiedra (1960) - Hugo (episodio "The Good Scout")
- 101 dálmatas (1961) - Cantante de un comercial
- Space Kidettes (1966) - Snoopy
- Funnyman (1967) - La mujer de las 1000 voces
- The Tiny Tree (1975)
- The Flintstones' Christmas (1977) - Bamm-Bamm Rubble
- The Flintstones: Little Big League (1978) - Dusty
- Casper the Friendly Ghost: He Ain't Scary, He's Our Brother (1979)
- Hug Me (1981)
- The Smurfs (1981–1989) - Pitufina
- The Secret of NIMH (1982) - Mrs. Beth Fitzgibbons
- The Great Bear Scare (1983) - Miss Witch
- Rainbow Brite: San Diego Zoo Adventure (1983) - Narradora
- Strong Kids, Safe Kids (1984) - Pitufina
- Star Wars: Ewoks (1986)
- Assassination (1987) - Crone
- The Night Before (1988) - Gal Baby
- 70 minutos para huir (1988) - anciana
- Betty Boop's Hollywood Mystery (1989)
- Asterix and the Big Fight (1989) - Impedimenta
- Tales of the City (1993) - Señora del cable
- Space Quest VI: The Spinal Frontier (1995) - Sharpei/Waitron (videojuego)
- Wacked (1997) - Jane Katz
- Star Wars: Bounty Hunter (2002) - Rozatta (videojuego)
- Battlestar Galactica (2003) - Shaden
- Blue Harvest Days (2005) - Bear Brat
- Robots (2005) - Pigeon Lady
- Avatar: The Last Airbender (2004) - Yugoda
- Invader Zim (2001–2002 & 2006) - Ms. Bitters
- Up-In-Down Town (2007) - Quinby
- I'm Just a Pill (2010) - Young Honey
- Unwrap An Expletive (2012) - Duende de Santa